# Hutton in the Forest
Hutton in the Forest er et country house nær landsbyen Skelton i det historiske county Cumberland, der nu er en del af det moderne county Cumbria, England. Det har tilhørt Fletcher-Vane-familien, senest Inglewood-baronerne, siden 1605.
Hutton-in-the-Forest var oprindeligt en middelalderfæstning og Pele toweret er bevaret. Efterfølgende generationer har ændret og udbygget huset på både dyersiden og indersiden fra 1600-tallet til i dag.
Galleriet, der er en sjælden ting i det nordlige England, stammet fra 1630'erne og indeholder tidlige møbler og portrætter. Hall'en, der er opført i 1680, er domineret af en stor trappe, der leder op til en række værelser fra midten af 1700-tallet, inklusive et Cupido-rum.
Salonen er fra omkring 1830 og biblioteket fra 1870, mens Lady Darlington's Room er dekoreret i Arts and Crafts-stil.
Bygningen er åben for offentligeheden fra april til oktober.
Det er en listed building af første grad